# Candidatura Independent de Centre
La Candidatura Independent de Centre fou una llista electoral promoguda per l'aleshores governador civil de la província de Castelló Pablo Martín Caballero, que es va presentar a les eleccions generals espanyoles de 1977 per l'esmentada circumscripció electoral i va obtenir un escó al Congrés dels Diputats per a José Miguel Ortí Bordás. Més tard es va integrar en la Unió de Centre Democràtic.